# تویوتا کورولا (ای۲۰)
تویوتا کورولا (ای۲۰) (Toyota Corolla (E20)) خودرویی است که در سال‌های ۱۹۷۰ تا ۱۹۷۸ در تویوتا، آیچی، ژاپن و استرالیا و جاکارتا و اندونزی تولید شده است.
طراحی آن خودروهای موتور جلو-محور عقب بوده وزن آن در حالت طبیعی ۷۷۰ کیلوگرم (۱٬۶۹۸ پوند) است. سیستم جعبه‌دندهٔ آن ۴ دنده به صورت دستی است.